# Luft- und Weltraumkräfte
Die Luft- und Weltraumkräfte (russisch Воздушно-космические силы [ВКС]) der russischen Streitkräfte bestehen aus den Luftstreitkräften und den Weltraumtruppen.
Die Teilstreitkraft wurde am 1. August 2015 gegründet und bis 2017 von Generaloberst Wiktor Bondarew kommandiert. Nachfolger wurde Armeegeneral Sergei Surowikin, der es bis zum Jahr 2023 blieb.

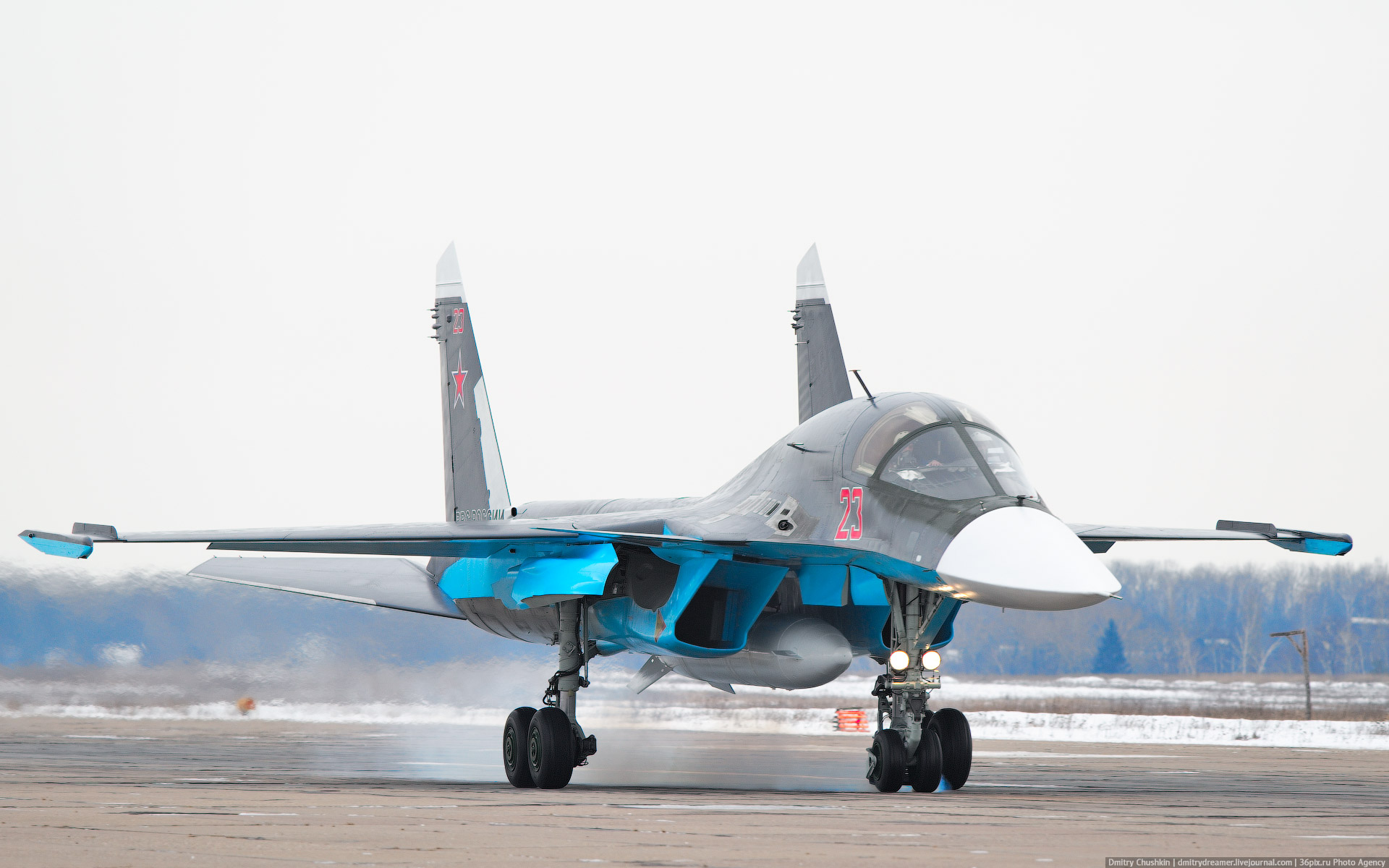
Jagdbomber Suchoi Su-34 (2013)
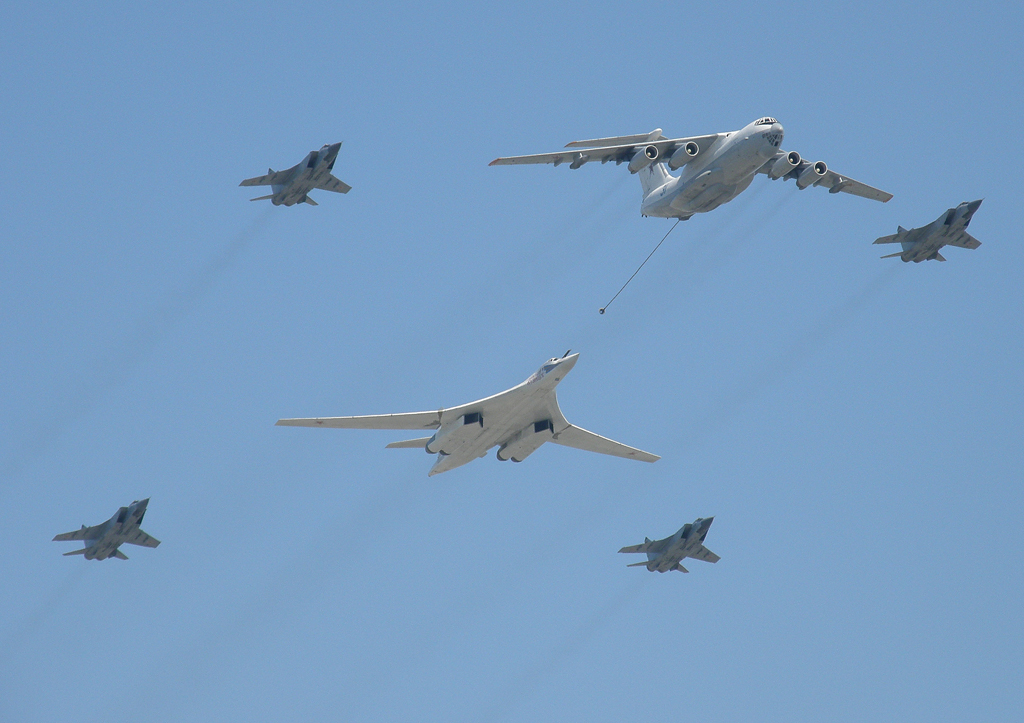
Langstreckenbomber Tupolew Tu-160 mit Tanker (2009) und einer Eskorte aus vier MiG-31
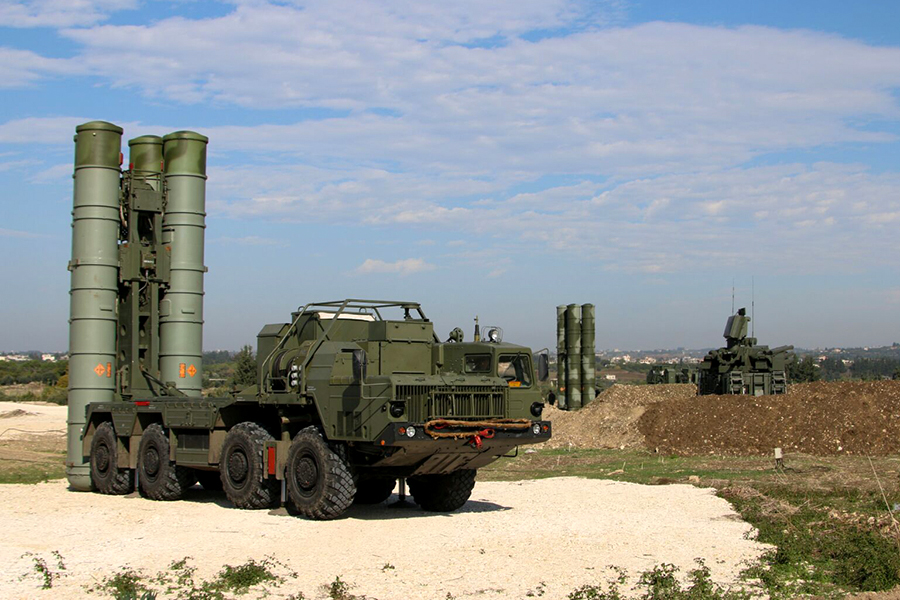
Flugabwehrraketensystem S-300 in Syrien (2015)
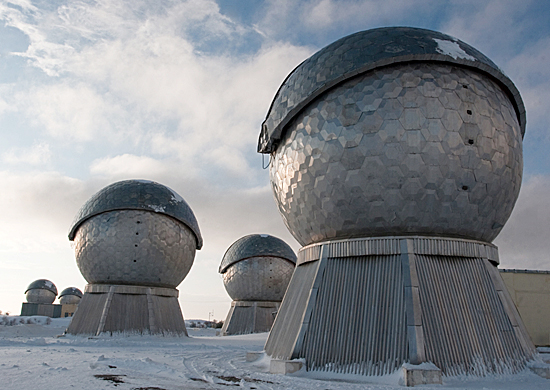
Weltraum-Überwachungsstation Okno in Tadschikistan (2011)